# 陶方桂
陶方桂（1943年—），湖南汉寿人，中国人民解放军将领、中国人民解放军中将。 
2002年，授予中国人民解放军中将，曾任兰州军区副政治委员。 
2008年，当选第十一届全国政协委员，代表特别邀请人士，分入第五十五组。